# Prépositionnel
Le prépositionnel (parfois : prépositif) est, en grammaire russe, une autre appellation du locatif. Le terme de « cas prépositionnel », calqué sur l'appellation russe (предложный падеж, predlojny padéj) est justifié par le fait qu’en russe moderne, ce cas est obligatoirement introduit par une préposition, ce qui n’était pas le cas en russe ancien.
Il répond aux questions :
- où ? (sans mouvement)
- quand ?
- à propos de qui ? à propos de quoi ? (le sens premier étant « autour de quoi ? », voir le français «sur quoi ? »).

## Exemples
- Он живёт в Москве = Il habite à Moscou
- Хорошо в горах = (Il fait) bon dans les montagnes
- Книга на столе = Le livre est sur la table
- Он говорит о лошадях = Il parle de chevaux
- при ней = auprès d’elle